# Bułgarzy
Bułgarzy – naród z grupy południowych Słowian, zamieszkujący głównie Bułgarię, w mniejszej liczbie także Macedonię Północną, Grecję, Ukrainę i Mołdawię. 
Etnos bułgarski ukształtował się w południowo-wschodnim zakątku Półwyspu Bałkańskiego, w Dobrudży, Mezji, Tracji i Macedonii. 
Najwcześniejsze znane osadnictwo na tych terenach tworzyli indoeuropejscy Trakowie, którzy już w czasach historycznych, przede wszystkim za czasów cesarstwa rzymskiego, w przeważającej części ulegli romanizacji lub hellenizacji. 
Na osadnictwo zhellenizowanych i zromanizowanych Traków nałożyło się osadnictwo słowiańskie z okresu wielkiej ekspansji Słowian na półwysep Bałkański w VI i VII wieku. Plemiona słowiańskie w Mezji i Tracji, toczące ciągłe walki z Bizancjum, nie zdążyły utworzyć własnego państwa, bo już pod koniec VII wieku na tereny te wtargnęła orda koczowniczych tureckich Protobułgarów, którzy podbili i podporządkowali sobie ludność słowiańską, tracką, helleńską i romańską. Protobułgarzy ulegli szybkiej asymilacji do przeważającego liczebnie żywiołu słowiańskiego (już w początkach panowania Symeona I w 893 język słowiański wprowadzono jako urzędowy w miejsce języka protobułgarskiego), który stopniowo wchłonął również pozostałe etnosy. W tym samym czasie Protobułgarzy przyjęli chrześcijaństwo w wersji prawosławnej. W południowej części Bałkanów utworzyli silne królestwo, sięgające okresami do Cisy na północy i do Adriatyku na zachodzie, które odrodziło się po wchłonięciu przez Bizancjum w latach 1018–1185. W tym państwie powstała jednolita narodowość bułgarska. 
Kres państwowości bułgarskiej położył dopiero najazd turecki pod koniec XIV wieku. Okupacja turecka trwała do przełomu XIX i XX wieku; w jej czasie znacząca liczba Bułgarów przyjęła islam, tworząc podetnos Pomaków. W tym czasie również doszło do znaczącej liczebnie tureckiej kolonizacji ziem bułgarskich, której pozostałości istnieją do dzisiaj w Rodopach i w Dobrudży. W XX wieku doszło do definitywnego wyodrębnienia z bułgarszczyzny narodu i języka macedońskiego. 
Śladem po Protobułgarach jest obecna nazwa narodu - Bułgarzy - oraz nieliczne wyrazy pochodzenia protobułgarskiego w języku bułgarskim. Po Trakach pozostały ślady w kulturze ludowej, zwłaszcza tańcach i muzyce (zob. nestinarstwo), oraz, być może, nieliczna grupa słów protobułgarskich o nieustalonej do dzisiaj etymologii. Na obrzeżach etnosu bułgarskiego pozostały reliktowe społeczności wschodnioromańskie z grupy wołoskiej - Arumuni i Meglenorumuni. 
Dzisiejszy obszar osadnictwa bułgarskiego jest zwarty i w przybliżeniu mieści się w granicach państwa bułgarskiego. Istnieją również dwa obszary osadnictwa bułgarskiego na północnym wybrzeżu Morza Czarnego: Bułgarzy besarabscy w okolicach miast Bołgrad (Ukraina) i Taraklija (Mołdawia) na pograniczu Mołdawii i Ukrainy w Besarabii oraz Bułgarzy taurydzcy na północnym wybrzeżu Morza Azowskiego. Łącznie grupy te liczą około 300 tys. ludzi. W Naddniestrzu, już poza obszarem Besarabii, znajduje się ogromna wieś Parkany (ok. 10 tys. mieszkańców) zdominowana przez Bułgarów.
Współcześnie Bułgarzy posługują się językiem bułgarskim należącym do grupy języków południowosłowiańskich.